# Léo-Paul Desrosiers
Léo-Paul Desrosiers (n. 11 aprilie 1896 - d. 20 aprilie 1967) a fost un prozator și istoric canadian de limbă franceză.
Maestru al romanului istoric canadian, în scrierile sale a evocat viața vânătorilor din vestul acestei țări la începutul secolului al XIX-lea.

## Opera
- 1938: Angajații marelui transport ("Les Engagés du Grand Portage"), cel mai valoros roman al său;
- 1922: Suflete și peisaje ("Âmes et paysages"), nuvelă;
- 1937: Acalmie ("'L'accalmie"), studiu istoric;
- 1941: Încăpățânații ("Les opiniâtres");
- 1947: Irochezia ("Irquoisie"), studiu de moravuri.